# Syngrapha diasema
Syngrapha diasema là một loài bướm đêm trong họ Noctuidae.

## Hình ảnh

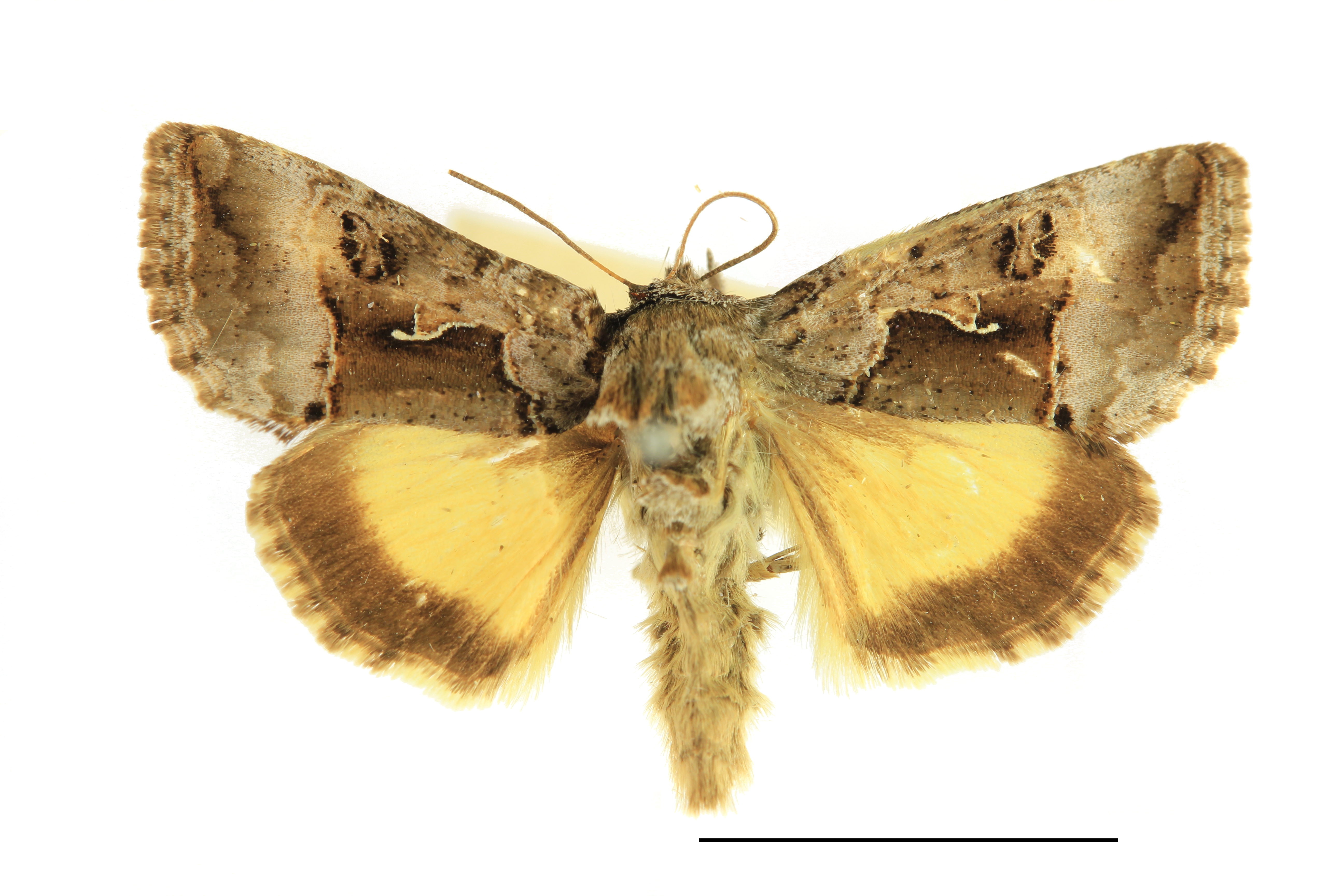